# غواصة يو-34 (ألمانيا)
يو-34  هي غواصة تابعة للإمبراطورية الألمانية خدمت مع 329 غواصة في البحرية الإمبراطورية الألمانية أثناء الحرب العالمية الأولى. شاركت في الحرب البحرية في الحرب العالمية الأولى خلال معركة الأطلسي الأولى. تم إطلاقها في 9 مايو 1914، وأغرقت ما مجموعه 119 سفينة خلال 17 دورية قتالية، بينما ألحقت أضرارًا بخمسة سفن أخرى.